# Francesco Rovero
Francesco Rovero est un biologiste italien, né à Florence le 27 mai 1970 .

## Biographie
Francesco Rovero est un écologiste qui travaille sur l'estimation, l'abondance animale, la modélisation des associations d'habitat et l'écologie communautaire, avec une plus grande expérience sur les mammifères forestiers tropicaux comme sujet et le piégeage par caméra comme méthode de détection. La gestion d'un programme à long terme en Tanzanie lui a permis la découverte d’espèces inconnues comme le sengi a tête grise.
Son intérêt pour la biologie de la conservation, l'évaluation et le suivi de la biodiversité, la gestion des aires protégées, le renforcement des capacités du personnel local et la formation sur le terrain font de Rovero un photographe reconnu dans le monde entier.

## Découverte de nouvelles espèces
Francesco Rovero a travaillé au Musée Tridentino (Museo tridentino di scienze naturali (it)) et est connu pour être le co-découvreur, avec Galen Rathbun, de l'espèce de « musaraigne éléphant » : le Rhynchocyon udzungwensis en janvier 2008.
En 2000 il a reçu un titre en biologie animale à l'Université de Bangor. Ses intérêts principaux de recherche sont les mammifères des Montagnes Uzdungwa, en Tanzanie.